# الینا کالیسکا
الینا کالیسکا (اسلواکی: Elena Kaliská؛ زادهٔ ۱۹ ژانویهٔ ۱۹۷۲) قایقران کانو اهل اسلواکی بود.
وی در مسابقات کشوری و بین‌المللی در مجموع برندهٔ ۱۲ مدال طلا، ۷ مدال نقره، ۵ مدال برنز شده‌است.